# Camino Real Persa

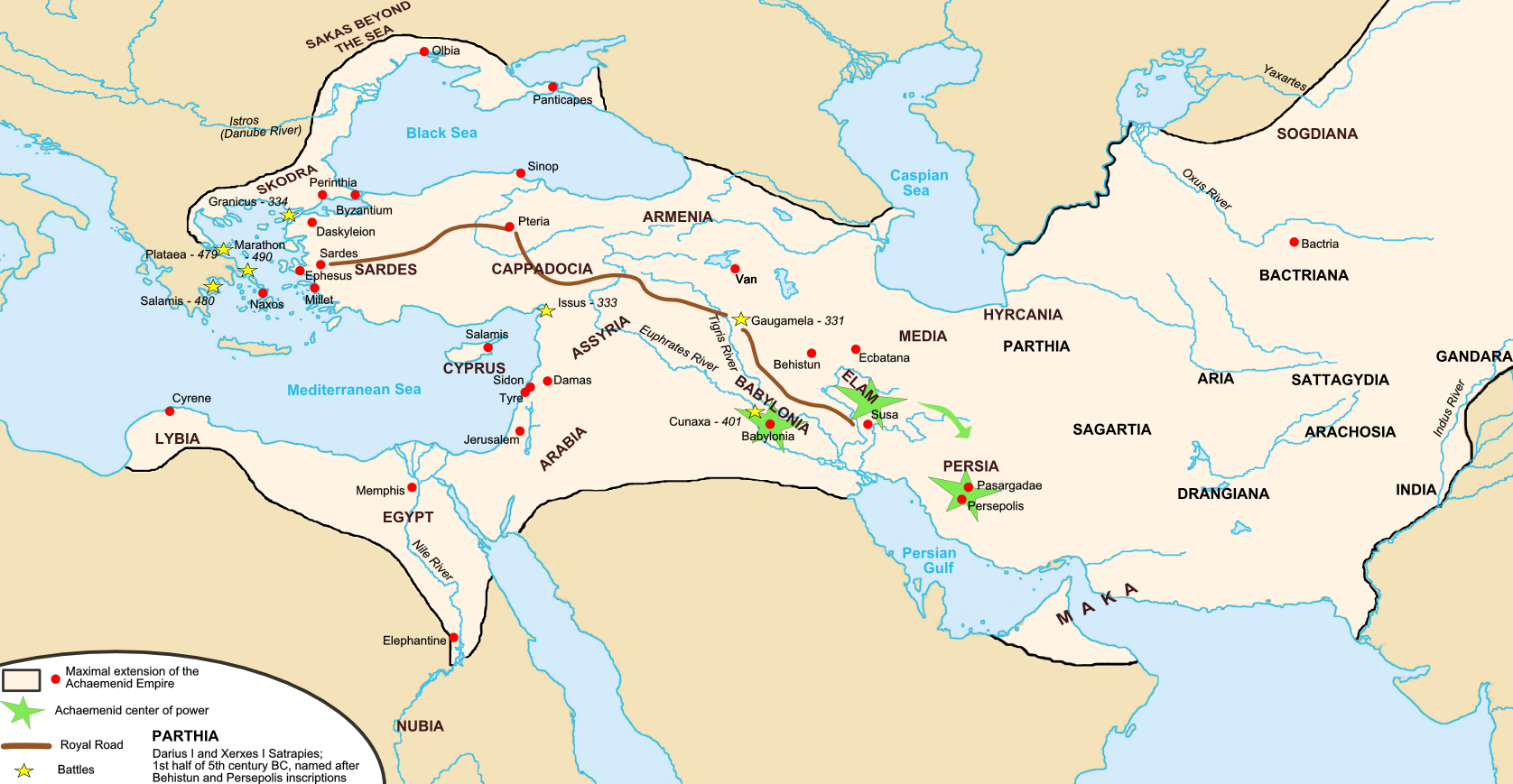
Mapa del Imperio aqueménida y el Camino Real.

El Camino Real en un mapa de la satrapías aqueménidas

El Camino Real Persa fue una antigua carretera construida por el rey persa Darío I en el siglo V a. C. Darío construyó el camino para facilitar una comunicación rápida a través de su extenso imperio que abarcaba desde Susa hasta Sardes. Los mensajeros podrían viajar 2699 km en siete días.
El historiador griego Heródoto escribió: «No existe nada en el mundo que viaje más rápido que estos mensajeros persas». Heródoto también dijo de estos mensajeros que: «Ni la lluvia, ni la nieve, ni el calor, ni la oscuridad de la noche, les impedirá cumplir con la obligación que se les ha encomendado a la mayor velocidad posible». Esta frase sirvió de inspiración para el lema extraoficial de los servicios de correos.

## Recorrido del Camino Real
El recorrido del Camino Real Persa ha podido ser reconstruido a partir de los escritos de Heródoto, la investigación arqueológica y otras fuentes históricas. Comenzaba en el oeste, en Sardes (a unas 60 millas al este de Esmirna, en la actual Turquía), se dirigía al este, a través de lo que ahora sería la sección centro-norte de Turquía, hacia la antigua capital Asiria de Nínive (actual Mosul, en Irak). Luego seguía hacia el sur hacia Babilonia.
Cerca de Babilonia, se cree que se dividía en dos tramos, uno que se dirigiría hacia el noreste y luego al oeste, a través de Ecbatana y siguiendo la Ruta de la Seda. La otra continuaba al este, a través de la futura capital del imperio persa, Susa, (actual Irán) y luego al sudeste, hacia Persépolis.

## Historia del Camino Real
Debido al hecho de que el Camino Real no seguía ni la ruta más corta, ni la más fácil, entre las ciudades más importantes del Imperio aqueménida, los arqueólogos creen que las secciones más occidentales del Camino debieron haber sido construidas originariamente por los reyes asirios, dado que el Camino se adentra en el corazón de su antiguo imperio. Otros segmentos orientales (en lo que hoy es Irán) luego formarán parte de la mayor ruta comercial conocida: la Ruta de la Seda.
En cualquier caso, Darío I convirtió al Camino Real en lo que se conoce hoy en día. Mejoró el firme de la carretera, y conectó diferentes partes convirtiéndola en una sola. La finalidad primaria era conseguir un medio de comunicación rápido, utilizando los pirradaziš o mensajeros del reino.
La construcción del Camino Real en tiempos de Darío fue de tal calidad que la carretera siguió utilizándose en tiempos del Imperio romano. Todavía sigue en pie un puente que data de los tiempos de Darío, en Diyarbakır, Turquía.